# Asa Hutchinson

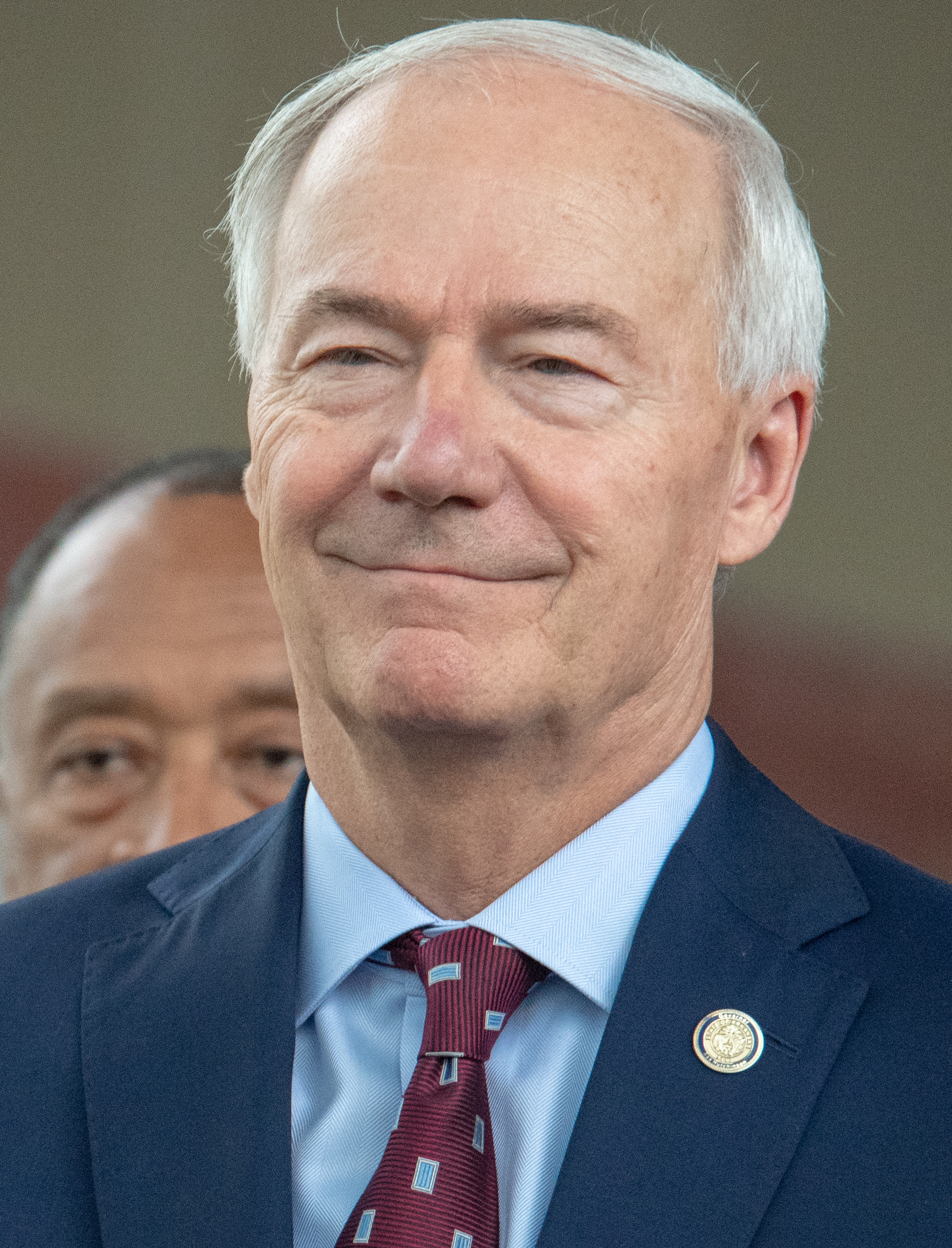
Asa Hutchinson (2019)

William Asa Hutchinson (* 3. Dezember 1950 in Bentonville, Arkansas) ist ein US-amerikanischer Politiker der Republikanischen Partei. Er war vom 13. Januar 2015 bis zum 10. Januar 2023 Gouverneur des Bundesstaates Arkansas. Zwischen 1997 und 2001 vertrat er den dritten Wahlbezirk des Bundesstaates Arkansas im US-Repräsentantenhaus.

## Leben

### Werdegang
Asa Hutchinson ist der Bruder des vormaligen US-Senators und Kongressabgeordneten Tim Hutchinson. Er besuchte bis 1968 die Springdale High School und studierte anschließend an der Bob Jones University in Greenville (South Carolina). Es folgte bis 1975 ein Jurastudium an der University of Arkansas. Nach seiner Zulassung als Rechtsanwalt arbeitete Hutchinson von 1977 bis 1978 als Anwalt der Stadt Bentonville. Zwischen 1982 und 1985 war er Bundesstaatsanwalt für das westliche Arkansas.

### Politik
1986 kandidierte Hutchinson erfolglos für den US-Senat; vier Jahre später bewarb er sich ebenfalls ohne Erfolg um den Posten des Attorney General von Arkansas. Zwischen 1990 und 1995 war Hutchinson Vorsitzender der Republikanischen Partei in seinem Staat. Bei den Kongresswahlen des Jahres 1996 wurde er als Nachfolger seines Bruders Tim im dritten Distrikt von Arkansas in das US-Repräsentantenhaus gewählt. In den Jahren 1998 und 2000 wurde er jeweils in diesem Amt bestätigt. 1998 war er Mitglied der Kommission, die das erfolglose Amtsenthebungsverfahren gegen Präsident Bill Clinton organisierte.
Nachdem Hutchinson im Jahr 2001 zum Direktor der Drogenfahndungsbehörde DEA ernannt worden war, trat er von seinem Mandat im Kongress zurück. Dieses Amt bekleidete er bis 2003. Danach war er bis 2005 Abteilungsleiter im neu geschaffenen Ministerium für Innere Sicherheit der Vereinigten Staaten. Dort war er für die Grenzsicherungen und die Sicherheit im Transportwesen zuständig. Im Jahr 2006 kandidierte er als Gouverneur von Arkansas, verlor aber gegen den Demokraten Mike Beebe.
2013 war er Mitglied einer parteiübergreifenden Kommission zur Untersuchung von Folter-Vorwürfen, die im Krieg gegen den Terror gegen US-amerikanische Behörden erhoben wurden.
Für die Gouverneurswahl 2014 wurde er erneut zum Kandidaten seiner Partei nominiert, nachdem er sich bei den Vorwahlen klar hatte durchsetzen können. Bei der Gouverneurswahl am 4. November 2014 siegte Hutchinson mit 55,4 Prozent der Stimmen über den demokratischen Kongressabgeordneten Mike Ross, für den sich 41 Prozent der Wähler aussprachen. Am 13. Januar 2015 trat er die Nachfolge des Demokraten Mike Beebe an, der nach zwei Amtsperioden von einer weiteren Kandidatur ausgeschlossen war.
Im Zuge der Gouverneurswahlen 2018 wurde Hutchinson mit 65,3 % der Wählerstimmen in seinem Amt bestätigt.
Nachdem die COVID-19-Pandemie im März 2020 auch Arkansas erreicht hatte, erklärte Hutchinson den Notstand. Er untersagte zwar zeitweise die Ausgabe von Speisen und Getränken zum Konsum in Innenräumen von Gaststätten, den Betrieb von Fitness-Studios und Friseursalons, hielt ansonsten aber die Wirtschaft offen. Schulschließungen im Frühjahr 2020 wurden kurz gehalten. Ein von ihm 2021 ausgefertigtes Verbot von Maskenpflichten bereute er bereits im August 2021.
Aufsehen erregte Asa Hutchinson wegen eines von ihm als Gouverneur von Arkansas 2019 unterzeichneten Gesetzes, das ein generelles Verbot von Abtreibungen vorsah. Die Regelung verbietet den Schwangerschaftsabbruch auch nach Vergewaltigungen und Inzestfällen. Einzig bei akuter Gefahr für das Leben der Schwangeren erlaubt sie ihn. Das Gesetz trat 2022 in Kraft, nachdem der Oberste Gerichtshof der Vereinigten Staaten am 24. Juni 2022 seine eigene Grundsatzentscheidung Roe v. Wade aus dem Jahr 1973 aufgehoben hatte, die Abtreibungsverbote für verfassungswidrig erklärt hatte. Kurz vor und nach der Justizentscheidung und in den Wochen und Monaten nach derselben erklärte Hutchinson, er bedaure das Fehlen einer Ausnahmeregelung für Vergewaltigungs- und Inzestopfer, habe das Gesetz aber aus Respekt vor dem Parlament von Arkansas und aus Sympathie für die Lebensrechtsbewegung dennoch unterzeichnet.
Seine Amtszeit als Gouverneur endete im Januar 2023; er hatte wegen Amtszeitbegrenzungen bei der Gouverneurswahl 2022 nicht mehr antreten können. Nachfolgerin wurde Sarah Huckabee Sanders.
Hutchinson kündigte am 2. April 2023 in der ABC-Sendung This Week an, für die Präsidentschaftswahl 2024 zu kandidieren. Zugleich forderte er den ehemaligen Präsidenten Donald Trump auf, sich aus dem Wahlkampf zurückzuziehen. Eine erneute Nominierung Trumps als Präsidentschaftskandidat der Republikanischen Partei hatte Hutchinson bereits Monate zuvor als das „schlimmste Szenario“ für die Partei bezeichnet. Am 16. Januar 2024 gab er seine Kandidatur auf.